# Nemėžis
Nemėžis es una ciudad de la región etnográfica de Aukštaitija, condado y municipio de Vilna (Lituania). El municipio tenía una población de 2.601 habitantes en 2001. Se encuentra al sureste de Vilna a lo largo de la línea de ferrocarril.

## Historia
Se cree que hubo un castillo en Nemėžis durante el reinado de Vitautas el Grande (1392–1430). El asentamiento está mencionado por vez primera en fuentes escritas en 1496 cuando el gran duque de Lituania Alejandro I Jagellón dio la bienvenida aquí a su futura esposa Elena de Moscú.
El 3 de noviembre de 1656, la tregua de Vilna entre el Zarato Ruso y el Reino de las Dos Naciones se firmó en la finca de Nemėžis, entonces propiedad de Lew Sapieha.